# Carl Valentine
Carl Howard Valentine (Manchester, 1958. július 4. – ) labdarúgóedző, kanadai válogatott labdarúgó. 

## Pályafutása

### Klubcsapatban
Manchesterben, Angliában született. 1976 és 1979 között az Oldham Athletic játékosa volt. 1979 és 1984 között a Vancouver Whitecaps csapatában szerepelt, párhuzamosan teremben is játszott. 1984 és 1986 között a West Bromwich volt a csapata. 1985 és 1987 között teremben az Egyesült Államokban a Cleveland Force együttesében játszott. 1987 és 1999 között a Vancoucer 86ers tagja volt, de játszott amerikai csapatokban is teremben.

### A válogatottban
1985 és 1993 között 31 alkalommal szerepelt a kanadai válogatottban és 1 gólt szerzett. Részt vett az 1986-as világbajnokságon, ahol Kanada mindhárom csoportmérkőzésén kezdőként lépett pályára. Játszott az 1991-es CONCACAF-aranykupán.

### Edzőként
1994 és 1999 között a Vancoucer 86ers csapatánál dolgozott vezetőedzőként. 2008 és 2009 között a Vancouver Whitecaps ifjúsági csapatát edzette. 2009 és 2010 között az Ottawa Fury edzője volt.  